# Айвазов Натіг Сулдуз-огли
Натіг Сулдуз-огли Айвазов (азерб. Natiq Sulduz oğlu Eyvazov; нар. 2 листопада 1970, Фізулі, Нагірно-Карабаська автономна область, Азербайджанська РСР) — радянський та азербайджанський борець греко-римського стилю, срібний призер чемпіонату світу, чемпіон, срібний та бронзовий призер чемпіонатів Європи, учасник Олімпійських ігор.

## Життєпис
Боротьбою почав займатися з 1984 року. Виступав за молодіжну збірну команду СРСР. У її складі був бронзовим призером чемпіонату Європи.
Виступав за борцівський клуб «Satamoshno» з Баку. Тренери — Сенага Аласкаров, Ахат Алієв.
Закінчив Бакинський інститут культури у 1993 році та Бакинський державний університет у 2003 році. Працює митним інспектором.
У 1994 році нагороджений Президентом Азербайджанської Республіки медаллю «Прогрес».

## Спортивні результати на міжнародних змаганнях

### Виступи на Олімпіадах
| Змагання                    | Збірна      | Вагова категорія                 | Місце |
| --------------------------- | ----------- | -------------------------------- | ----- |
| Літні Олімпійські ігри 2000 | Азербайджан | греко-римська боротьба, до 54 кг | 7     |

### Виступи на Чемпіонатах світу
| Змагання                        | Збірна      | Вагова категорія                 | Місце  |
| ------------------------------- | ----------- | -------------------------------- | ------ |
| Чемпіонат світу з боротьби 1993 | Азербайджан | греко-римська боротьба, до 52 кг | 4      |
| Чемпіонат світу з боротьби 1994 | Азербайджан | греко-римська боротьба, до 52 кг | Срібло |
| Чемпіонат світу з боротьби 1995 | Азербайджан | греко-римська боротьба, до 52 кг | 14     |
| Чемпіонат світу з боротьби 1999 | Азербайджан | греко-римська боротьба, до 54 кг | 10     |
| Чемпіонат світу з боротьби 2001 | Азербайджан | греко-римська боротьба, до 54 кг | 25     |
| Чемпіонат світу з боротьби 2003 | Азербайджан | греко-римська боротьба, до 55 кг | 13     |

### Виступи на Чемпіонатах Європи
| Змагання                         | Збірна      | Вагова категорія                 | Місце  |
| -------------------------------- | ----------- | -------------------------------- | ------ |
| Чемпіонат Європи з боротьби 1993 | Азербайджан | греко-римська боротьба, до 52 кг | Золото |
| Чемпіонат Європи з боротьби 1994 | Азербайджан | греко-римська боротьба, до 52 кг | 13     |
| Чемпіонат Європи з боротьби 1995 | Азербайджан | греко-римська боротьба, до 52 кг | 5      |
| Чемпіонат Європи з боротьби 1996 | Азербайджан | греко-римська боротьба, до 52 кг | 24     |
| Чемпіонат Європи з боротьби 1997 | Азербайджан | греко-римська боротьба, до 54 кг | 6      |
| Чемпіонат Європи з боротьби 1998 | Азербайджан | греко-римська боротьба, до 54 кг | Срібло |
| Чемпіонат Європи з боротьби 1999 | Азербайджан | греко-римська боротьба, до 54 кг | Бронза |
| Чемпіонат Європи з боротьби 2001 | Азербайджан | греко-римська боротьба, до 54 кг | 6      |
| Чемпіонат Європи з боротьби 2002 | Азербайджан | греко-римська боротьба, до 60 кг | 6      |
| Чемпіонат Європи з боротьби 2003 | Азербайджан | греко-римська боротьба, до 55 кг | 18     |

### Виступи на інших змаганнях
| Змагання                                                             | Збірна      | Вагова категорія                 | Місце  |
| -------------------------------------------------------------------- | ----------- | -------------------------------- | ------ |
| Олімпійський кваліфікаційний турнір з боротьби 2000 (Фаенца)         | Азербайджан | греко-римська боротьба, до 54 кг | Бронза |
| Олімпійський кваліфікаційний турнір з боротьби 2000 (Клермон-Ферран) | Азербайджан | греко-римська боротьба, до 54 кг | Срібло |
| Олімпійський кваліфікаційний турнір з боротьби 2000 (Ташкент)        | Азербайджан | греко-римська боротьба, до 54 кг | 10     |
| Чемпіонат світу з боротьби серед військовослужбовців 2003            | Азербайджан | греко-римська боротьба, до 55 кг | Бронза |
| Олімпійський кваліфікаційний турнір з боротьби 2004 (Новий Сад)      | Азербайджан | греко-римська боротьба, до 55 кг | 27     |

### Виступи на змаганнях молодших вікових груп
| Змагання                                      | Збірна | Вагова категорія                 | Місце  |
| --------------------------------------------- | ------ | -------------------------------- | ------ |
| Чемпіонат Європи з боротьби серед молоді 1990 | СРСР   | греко-римська боротьба, до 48 кг | Бронза |